# Palazzo di Città (Taranto)
Il Palazzo di Città di Taranto è la residenza municipale nel Borgo Antico della città. Fu costruito tra il 1864 ed il 1869 su progetto dell'architetto Davide Conversano, autore del piano urbanistico del Borgo, e prese il posto della Residenza del Capitano, un edificio adibito a "Casa Municipale" e ad "Abitazione del Regio Governatore".
In questa struttura del XVI secolo, fortificata da 4 torri poste ai suoi angoli, il governatore militare della città era coadiuvato nelle sue funzioni da un Consiglio, eletto secondo una procedura molto complessa: venivano infatti scelti tra la popolazione i 30 cittadini più degni, i quali a loro volta ne designavano altri 72, onde formare delle liste composte da 24 persone ciascuna. Queste si dovevano alternare per un anno all'interno del Consiglio, scegliendo al loro interno i 6 cittadini componenti la Giunta.
Nel 1929 si resero necessari lavori di consolidamento dello stabile, che comportarono anche modifiche al prospetto principale, il quale fu sopraelevato per collocarvi l'orologio.
Altri lavori di consolidamento di tutti i piani di calpestio e di restauro delle facciate si eseguirono nel 1979.
All'interno, in corrispondenza dei portoni (uno dei quali è ormai chiuso), un arco detto "Arco del Governatore" attraversa l'intero palazzo, mettendo in comunicazione Piazza Castello con l'interno del Borgo Antico, mentre le ampie scalinate conducono nell'elegante Salone degli Specchi posto al primo piano, e nella Sala Consiliare posta al secondo piano, oltre che agli uffici amministrativi che godono tutti di un suggestivo panorama.